# Дар'я Рибак
Дарія Рибак (нар. 6 травня 1989 року, Українська РСР) — українська акторка театру та кіно.

## Життєпис
Дарія Рибак народилася 6 травня 1989 року в Києві. Вона навчалась у Київському національному університеті театру, кіно і телебачення імені Івана Карпенко-Карого.

## Особисте життя
Влітку 2022 року Дарія Рибак оголосила про свої заручини. Чоловік Дарії Рибак є лінійним продюсером, з яким вона познайомилася під час фільмування проєкту «100 тисяч хвилин разом».
21 січня 2023 року Дарія Рибак народила хлопчика, якого назвала Тео.

## Творчість
Дарія Рибак дебютувала на сцені у 2010 році, почавши працювати акторкою Київського академічного театру драми і комедії на лівому березі Дніпра. 

### Ролі у театрі
Театр драми і комедії на лівому березі Дніпра
- Юлька — «Мене немає», В. Сігарьов (2011, реж. Тамара Антропова);
- Мачуха — «Попелюшка», Шарль Перро (2012, реж. Володимир Цивінський);
- Бріжжіт — «Ідеальна пара»[7], М. Камолетті (2013, реж. Володимир Цивінський.

### Ролі у кіно
- 2020 — Наша докторка (у виробництві) — Лариса
- 2019 — Папік — подружка
- 2019 — Тайсон — епізод
- 2019 — Таємниці — журналістка
- 2019 — Сонячний листопад — епізод
- 2019 — Серце матері — епізод
- 2019 — Ні кроку назад!
- 2019 — Кровна помста — журналістка
- 2019 — Капітанша-2 — епізод
- 2019 — Якщо ти мене пробачиш — Катя
- 2019 — Дім, який — Ліда
- 2018 — Чужі рідні — Оксана, медсестра
- 2018 — Ти моя улюблена — епізод
- 2018 — Доля обміну не підлягає — Рита, секретарка
- 2018 — Сувенір з Одеси — епізод
- 2018 — Рідна кров — епізод
- 2018 — Пес-4 — Соня, мандрівниця в часі (11-та серія «Гостя з майбутнього»)
- 2018 — Віддай мою мрію — епізод
- 2018 — Хто ти? — епізод
- 2018 — Кров янгола — епізод
- 2018 — Замкнуте коло | Замкнене коло — епізод
- 2018 — Виноград — епізод
- 2018 — Ангеліна — Олена, домробітниця
- 2017 — Радуга в небі — адміністраторка агентства домашнього персоналу
- 2017 — На краю любові — епізод
- 2017 — Клянуся любити тебе вічно — Наталя, директорка з персоналу
- 2016 — Родичі — мама Маші
- 2016 — Підкидьки — Катя, подруга Аліни
- 2016 — Співачка — Кіра
- 2015 — Три дороги — епізод
- 2015 — Офіцерські дружини — епізод
- 2015 — Безсмертник — Світлана
- 2012 — 2013 — Свати-6 — Купцова, сусідка по кімнаті
- 2012 — Не бійся, я поруч
- 2011 — Повернення Мухтара-7 — Олена Михайлівна Теплова, дружина Теплова, співробітниця хімічної лабораторії (58-ма серія «Хімічний зв'язок»)
- 2011 — Арифметика підлості — епізод